# Loch na Ceathrún Móire
Loch na Ceathrún Móire (anglisiert Carrowmore Lake) ist ein See im County Mayo, Provinz Connacht in der Republik Irland. Der See liegt zwischen den Orten Bangor Erris und Barnatra am Südende der Broadhaven Bay am Atlantik.

## Allgemeines
Ceathrún Móire ist ein Süßwasser-See, hat einen Maximaldurchmesser von rund 5 km und ist von Bergland umgeben. Der See ist nicht sehr tief, liefert aber für die ganze Region Erris auf der Halbinsel Muirthead das Trinkwasser. Die Ufer sind von einem Moor-Gürtel umgeben, trotzdem gibt es eine nicht unerhebliche Anzahl von Wohnhäusern entlang der Moorgebiete. Das Wassereinzugsgebiet des Sees reicht bis in die Region von Kilcommon, wo sich die wichtige Corrib-Gas-Raffinerie befindet, die das natürliche Erdgasvorkommen vor der Küste fördert und verarbeitet. 

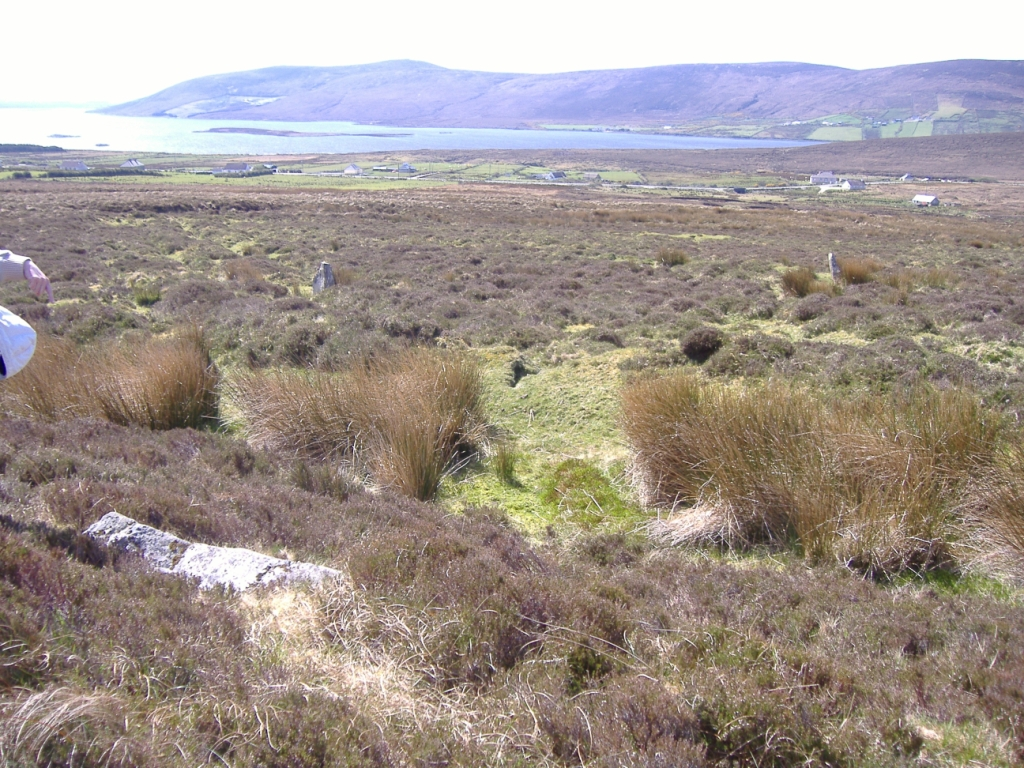
Blick vom Norden mit zwei prähistorischen Menhiren in der Bildmitte

Ein Gedicht von George William Russell über den See befindet sich im Archiv der National Library of Ireland.

## Archäologie
Einige der Inseln im See sind Crannógs (künstliche Inseln), die von der Eisenzeit bis ins 17. Jahrhundert genutzt wurden. Das Hillfort Rathmorgan (Iorras Domhnann) auf einem Berg am Südwestufer des Sees soll die in der Sage Táin Bó Flidhais („Das Wegtreiben von Flidhais’ Rindern“) genannte Burg Dún Flidhais sein.
Der Loch na Ceathrún Móire darf nicht mit dem ebenfalls archäologisch wichtigen Gebiet Carrowmore im County Sligo verwechselt werden.